# ケチケメート空軍基地
ケチケメート空軍基地（ケチケメートくうぐんきち、ハンガリー語: kecskeméti katonai repülőtér）は、ハンガリーのバーチ・キシュクン県ケチケメート近郊にある、ハンガリー空軍の基地である。

## 概要
基地は標高115メートル（海抜）に位置している。滑走路番号12/30と指定された、長さ2,499メートル、幅60メートルの、コンクリート舗装された滑走路が1本ある。
基地にはハンガリー空軍の第101航空旅団「デジェー・セントジョルジ（Dezső Szentgyörgyi）」が駐留しており、主力戦闘機であるJAS-39 グリペンを装備した戦闘飛行隊のほか、L-39NGを装備した戦術訓練飛行隊、エアバス A319とダッソー ファルコン7X、エンブラエル KC-390を装備した輸送飛行隊、各種地上部隊などが配備されている。
ハンガリーのNATO加盟に伴い、基地はNATO統合の一環として継続的な改良を受けている。また、アメリカ欧州軍との共同利用協定も締結されている。

## 歴史
1937年に開設されたが、第二次世界大戦中の1944年夏に連合国軍の爆撃で破壊された。戦後に復旧工事が行われ、1948年に復旧、その後現在まで運用されている。
2006年3月から、JAS-39戦闘機の配備が始まった。
2006年、管制塔設備が更新された。
2018年、輸送機部隊がAn-26からエアバス A319とダッソー ファルコン7Xへの機種更新を行った。
2019年、NATOの安全保障投資計画およびハンガリーの都市近代化計画に基づいて基地施設の近代化が行われ、空港照明などのインフラが改善された。
2021年、アメリカ欧州軍と基地の共同利用協定が締結された。
2024年9月、エンブラエル KC-390の初号機が到着した。